# F-Secure

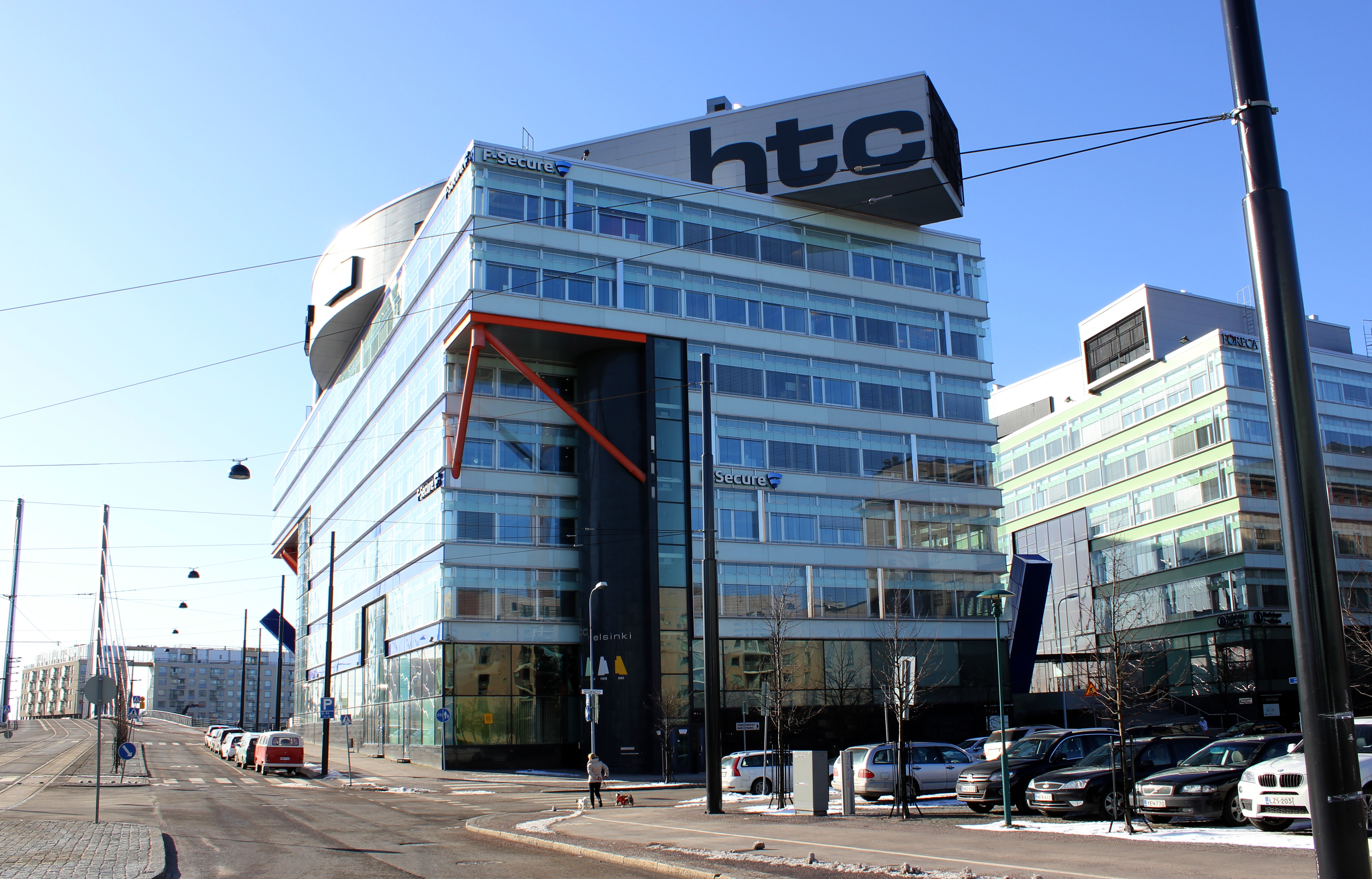
Văn phòng công ty tại Helsinki, Phần Lan.

F-Secure Corporation (trước đây là Data Fellows) là một công ty bảo mật và an ninh mạng đa quốc gia có trụ sở tại Helsinki, Phần Lan.
Công ty có gần 30 văn phòng trên toàn cầu và có mặt tại hơn 100 quốc gia, với các hoạt động của Security Lab tại Helsinki và Kuala Lumpur, Malaysia.
Công ty phát triển và bán phần mềm diệt virus, quản lý mật khẩu, an ninh thiết bị đầu cuối, dịch vụ tư vấn,... Rapid Detection & Response (EDR) và F-Secure Countercept (MDR) là các dịch vụ hàng đầu của công ty.

## Lịch sử
F-Secure lần đầu tiên được thành lập dưới tên Data Fellows bởi Petri Allas và Risto Siilasmaa vào ngày 16 tháng 5 năm 1988. Ba năm sau, công ty khởi động dự án phần mềm lớn đầu tiên và phát triển máy quét heuristic đầu tiên cho các sản phẩm phần mềm diệt virus. Sản phẩm diệt virus đầu tiên của F-Secure dành cho PC chạy Windows được ra mắt vào năm 1994. Data Fellows trở thành F-Secure vào năm 1999. F-Secure là công ty đầu tiên phát triển công nghệ chống rootkit có tên là BlackLight vào năm 2005.
Vào tháng 6 năm 2015, F-Secure đã mở rộng sang thị trường doanh nghiệp bằng cách mua lại nSense, một công ty Đan Mạch chuyên tư vấn bảo mật và đánh giá lỗ hổng bảo mật. F-Secure mua lại Inverse Path, một công ty tư vấn bảo mật thuộc sở hữu tư nhân của Ý có kinh nghiệm trong lĩnh vực điện tử hàng không, tự động hóa và điều khiển trong công nghiệp.
F-Secure Client Security đã nhận được giải thưởng Bảo vệ tốt nhất của AV-TEST lần thứ năm vào năm 2016.
Vào tháng 6 năm 2018, F-Secure đã mua lại công ty bảo mật MWR InfoSecurity với giá 80 triệu bảng Anh (106 triệu đô la). F-Secure đã có được dịch vụ MWR consulting business (nay là F-Secure Consulting), sản phẩm tìm mối đe dọa, Countercept (nay là F-Secure Managed Detection and Response) và bộ dịch vụ bảo vệ chống lừa đảo.

## Tranh cãi
Sau khi các phương tiện truyền thông đưa tin về Magic Lantern và bị một số nhà cung cấp dịch vụ bảo mật tuyên bố cố tình để lại một backdoor trong các sản phẩm của F-Secure. F-Secure đã công bố chính sách của họ về việc phát hiện các chương trình gián điệp này:
"F-Secure Corporation muốn thông báo rằng chúng tôi sẽ không để các backdoor như vậy trong các sản phẩm F-Secure Anti-Virus của mình, bất kể nguồn gốc của các công cụ đó là gì. Việc đưa ra quyết định này chỉ bị ảnh hưởng bởi các yếu tố kỹ thuật và không ảnh hưởng gì khác, ngoài các luật và quy định hiện hành, trong trường hợp của chúng tôi là luật của Liên minh Châu Âu.
Chúng tôi cũng sẽ bổ sung thêm tính năng phát hiện bất kỳ chương trình nào mà chúng tôi thấy có thể được sử dụng cho hoạt động khủng bố hoặc thu lợi cho tội phạm có tổ chức. Chúng tôi muốn nêu rõ điều này trong hồ sơ, vì chúng tôi đã nhận được các câu hỏi về việc liệu chúng tôi có đủ can đảm để phát hiện điều gì đó không rõ ràng là do một tổ chức khủng bố hoặc mafia đã biết. Đúng vậy, chúng tôi sẽ làm."
("F-Secure Corporation would like to make known that we will not leave such backdoors to our F-Secure Anti-Virus products, regardless of the source of such tools. We have to draw a line with every sample we get regarding whether to detect it or not. This decision-making is influenced only by technical factors, and nothing else, but within the applicable laws and regulations, in our case meaning EU laws.
We will also be adding detection of any program we see that might be used for terrorist activity or to benefit organized crime. We would like to state this for the record, as we have received queries regarding whether we would have the guts to detect something obviously made by a known violent mafia or terrorist organization. Yes we would.")